# Ana Romero (ganadería)
La ganadería de «Ana Romero» es una ganadería brava radicada en Alcalá de los Gazules (Cádiz), cuyas reses pastan en la finca de "Las Cobatillas" e "Isla Verde". Este hierro es uno de los hierros más representativos del encaste Santa Coloma (línea Alipio Pérez-Tabernero y Buendía).
El hierro de la ganadería es una ele mayúscula ("L") inscrita dentro de una elipse y emplea una divisa en colores amarillo paja y celeste. Además, los toros están marcados en la oreja con una señal en puerta en la derecha y muesca en la parte alta; y baja en la izquierda.
La ganadería obtuvo su antigüedad tras lidiar una novillada en la Plaza de toros de Las Ventas el 12 de agosto de 2018, en la que actuaron los toreros Pablo Atienza, Jorge Isiegas y Adrien Salenc.

## El origen «Santa Coloma»
Enrique de Queralt y Fernández-Maqueira, XI conde de Santa Coloma, entre 1905 y 1912 inició su aventura ganadera al comprar parte de las ganaderías tanto de Eduardo Ibarra como la que era propiedad de Rafael de Rueda y Osborne, VIII marqués del Saltillo. Conseguía, de este modo, unir bajo un mismo hierro las dos líneas que tenía la Casta Vistahermosa: la de Barbero de Utrera y Varea-Picavea de Lesaca. 
El éxito de la recién creada ganadería llevó a que distintos tratantes de toros bravos se interesasen por las reses del conde de Santa Coloma. Nacía para la tauromaquia uno de los grandes encastes de los cuales, a partir de 1913, empezarán a surgir nuevas ganaderías y nuevas líneas de raíz «santacoloma»; las cuales en buena medida siguen y perviven hasta la actualidad: Albaserrada, Coquilla, Pérez-Tabernero, Buendía, Villamarta, Vega-Villar, Pérez de la Concha o Pinto Barreiros, entre otros.
El hierro de Ana Romero se embebe de la carga genética de dos de estas líneas, la sevillana de Joaquín Buendía Peña y la salmantina de la familia Pérez-Tabernero. La primera de ellas hunde sus raíces en la compra que hizo Buendía en 1932 al conde de Santa Coloma, quien se deshizo de la ganadería por causas de salud; la otra, por medio de la compra que realiza Gracialiano Pérez-Tabernero para su ganadería, eliminando lo que tenía de otros hierros y sustentando parte de su cabaña brava a través de los frutos que dio el semental "Mesonero". Raíz, igualmente, de la de su hermano Alipio Pérez-Tabernero, de la que nacerá en 1959 la de Ana Romero.

## Historia de la ganadería
En 1958, Ana Romero Reguera de Carrasco decide crear una ganadería y, para ello, realiza una compra de ganado a Antonio Pérez López de Tejada. No conforme con el resultado de estos animales terminará por deshacerse de estos lotes y adquirir vacas procedentes de las ganaderías de Alipio Pérez-Tabernero las cuales cubre con sementales "santacoloma" del hierro de Joaquín Buendía.
De esta manera, se conforma la línea actual que conservan los herederos de Ana Romero, concretamente su hijo Lucas Carrasco Romero. Sin embargo, el origen del hierro hunde sus raíces en la ganadería de José Antonio Adalid, conformada por reses de origen Vistahermosa y Barbero de  Utrera. Aquellos toros pasaron, en 1902, a manos de Francisco Taviel de Andrade y desde ahí a manos de Gregorio Campos, pasando por sucesivas compras hasta llegar a 1950, cuando son adquiridas por Arturo Pérez Fernández. Será este ganadero quien, tres años después, en 1953, decida repartir las reses en cinco lotes, uno para cada uno de sus hijos; el cual terminará por comprar Ana Romero al inicio de su andadura ganadera.
En los últimos años han refrescado a la ganadería dos toros de Rehuelga.

## Características de la ganadería
Los toros de la Ganadería «Ana Romero» conservan parte de las características del encaste Santa Coloma, aun resultando residual en la actualidad, es uno de los que más éxito y fortuna han cosechado a lo largo del siglo XX. Se trata, por tanto, de toros exigentes por su comportamiento y que imprimen respeto por su conformación morfológica.[cita requerida]
Julián Tomás García Sánchez, en su libro El toro de lidia español sobre castas, encastes y ganaderías, establece cómo los toros de la ganadería «Ana Romero» están caracterizados por ser terciados pero armónicos, con predominio de las capas cárdenas y negras. En lo que respecta a su comportamiento, estos toros están marcados por su temperamento, su  resistencia, así como por su cualidad de bravura tanto en el caballo —suerte de varas— como en banderillas y exigentes en la muleta. Algo que ha llevado a considerar a los «santacolomas» como «descubridores de malos toreros».

### Toros célebres
- Tercerolo, n° 12, negro entrepelado, lidiado por El Niño de la Capea en la Plaza de toros de Colmenar Viejo el 29 de agosto de 1988, premiado con la vuelta al ruedo en el arrastre.
- Marquito, n.º 14, de capa cárdena, de 478 kg, lidiado por José Ortega Cano en la Plaza de toros de Granada el 3 de junio de 1994; por sus cualidades fue indultado[11][12]
- Hornacero, de 559 kg, lidiado por Jesulín de Ubrique en la Plaza de toros de Granada al que le cortó las dos orejas y que fue premiado con la vuelta al ruedo en el arrastre.[13]
- Terciadito, n.º 12, de 530 kg, lidiado por Enrique Ponce en la plaza de toros de Játiva (Valencia) el 17 de agosto de 1994, indultado.[14]
- Cordobés, n.º 15, lidiado por el valenciano Vicente Ruiz Soro, en la plaza de toros de Daimiel (Ciudad Real) en 1995.[cita requerida]
- Clarillo, n.º 53, cárdeno, lidiado por Enrique Ponce en la Plaza de toros de Hellín el 4 de abril de 1999, siendo indultado por su bravura.[15]
- Corchero, n.º 12, cárdeno, lidiado el 26 de junio de 2004 en la Plaza de toros de Soria por David Fandila "El Fandi", siendo premaido con la vuelta al ruedo en el arrastre.[16]
- Cartuchero, n.º 86, cárdeno, de 459 kg, lidiado por Jesulín de Ubrique en la Plaza de toros de Granada el 16 de junio de 2006, premiado con la vuelta al ruedo.[17] Asimismo, el toro obtuvo el Premio al Mejor Toro del Colegio de Veterinarios de Granada.[18]
- Cacerolito, n.º 26, de 526 kg, lidiado en sexto lugar  por el diestro Alberto Álvarez Navarro en la corrida concurso de la Plaza de toros de Zaragoza el 26 de abril de 2009; premiado con el «Premio al Toro más bravo» y vuelta al ruedo.[19][20][21]
- Repetido, n.º 96, negro entrepelado salpicado, 466 kg, lidiado en Las Ventas por el novillero Pablo Atienza, siendo el primer ejemplar de esta ganadería en ser lidiado en esta plaza.[4]

### Premios
- 2018: Premio a la Mejor ganadería de la temporada guipuzcoana, por parte de El Diario Vasco.[22]

## Heridos
- 7 de octubre de 2011, el toro «Marqués» coge al torero Juan José Padilla en la plaza de toros de Zaragoza hiriéndolo gravemente.[23][24][25]